# Saint-Germain-les-Vergnes
Saint-Germain-les-Vergnes é uma comuna francesa na região administrativa da Nova Aquitânia, no departamento de Corrèze. Estende-se por uma área de 19,15 km². Em 2010 a comuna tinha 1 155 habitantes (densidade: 60,3 hab./km²).